# Ignacio Caloca Larios
Ignacio Caloca Larios fue un militar mexicano que participó en la Revolución mexicana. Nació el 14 de abril de 1894 siendo hijo de Manuel Caloca Castañeda y de Rosa Larios. Estudió en el Heroico Colegio Militar. Desertó del ejército huertista y se adhirió al bando de Francisco Villa, participando junto con Felipe Ángeles en la toma de Zacatecas. Fue diputado y gobernador interino de Zacatecas en cinco ocasiones. Además de corredor de caballos en Argentina y guerrillero en el conflicto armado en Colombia. Fue hermano de Pedro Caloca Larios y Manuel Caloca Larios. Murió en 1968.